# 絹

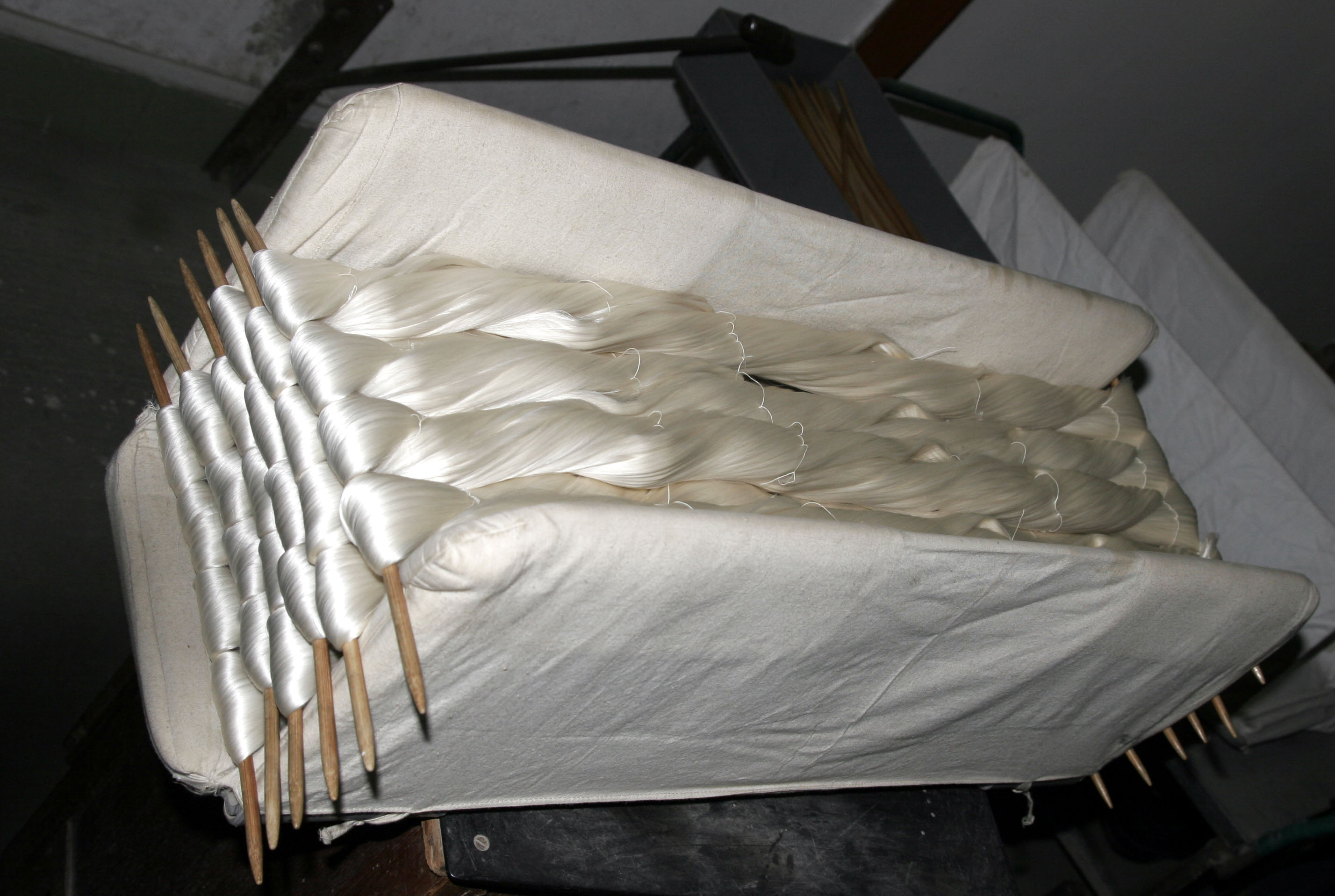
絹

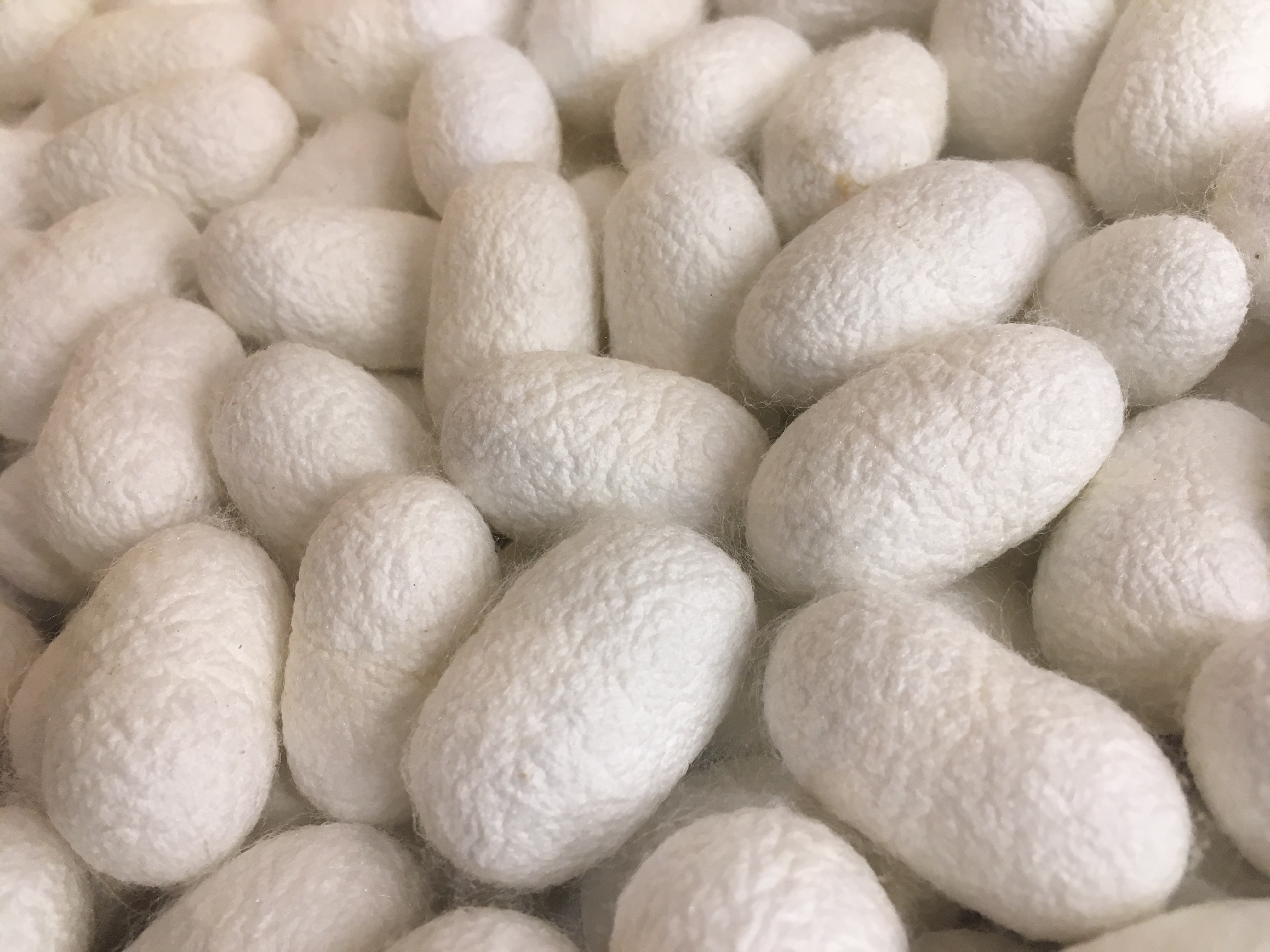
カイコの繭

絹（きぬ, 英: Silk）は、カイコの繭からとった動物繊維である。カイコが体内で作り出すたんぱく質・フィブロインを主成分とするが、1個の繭から約800 - 1,200mとれるため、天然繊維の中では唯一の長繊維（フィラメント糸）である。独特の光沢と滑らかな質感を持ち、古来、衣類の材料（絹織物）などとして珍重されてきた。
カイコの繭を製糸し、引き出した極細の繭糸を数本揃えて繰糸の状態にしたままの絹糸を生糸（きいと）というが、これに対して生糸をアルカリ性の薬品（石鹸・灰汁・曹達など）で精練してセリシンという膠質成分を取り除き、光沢や柔軟さを富ませた絹糸を練糸（ねりいと）と呼ぶ。ただし、100％セリシンを取り除いたものは数％セリシンを残したものに比べ、光沢は著しく劣る。生糸は化学染料、練糸はいわゆる草木染めに向くが、歴史的に前者の手法が用いられ始めたのは19世紀（明治維新）以降であり、昔の文献や製品にあたる際には現在の絹織物とは別物に近い外観と性質をもつことに注意が必要である。また、養殖（養蚕）して作る家蚕絹と野生の繭を使う野蚕絹に分けられる。

## 歴史
絹の生産は紀元前3000年頃の中国で始まっていた。伝説によれば黄帝の后・西陵氏が絹と織物の製法を築いたとされる。絹が生産された記録としては、河南省賈湖の墓の遺体サンプルに絹由来と考えられるフィブロインの残留物が見つかったことから、少なくとも8500年前頃には存在していたと考えられる。現物として出土した絹としては、河南省青台村から紀元前3630年頃の中国絹（紗）が見つかっている。
少なくとも前漢の時代には蚕室での温育法や蚕卵の保管方法が確立しており、現在の四川省では有名な「蜀錦」の生産が始められていたという。6世紀半ば、北魏の『斉民要術』によれば、現在の養蚕原理がほとんど確立していた事が判明している。また、北宋時代には公的需要の高まりに伴って両税法が銭納から絹納へと実質切り替えられ（1000年）、以後農村部においても生産が盛んになった。
一方、他の地域では養蚕や絹の製法は伝わらず、中国から陸路・海路でインド、ペルシア方面に輸出されていた。これがシルクロード（絹の道）の始まりである。紀元前1000年頃の古代エジプト遺跡から中国絹の断片が発見されているほか、古代ローマでも絹は上流階級の衣服として好まれ、紀元前1世紀にエジプトを占領すると、絹の貿易を求めて海路インドに進出、その一部は中国にまで達した。だが、同量の金と同じだけの価値があるとまで言われた絹に対する批判も強く、初代ローマ皇帝アウグストゥスは、法令で全ての絹製衣類の着用を禁止した。マルクス・アウレリウス・アントニヌスは、絹製のローブが欲しいという后の懇願を拒絶して模範を示したが、それでも絹の人気は衰えることはなかった。
絹の製法は6世紀に、ネストリウス派を通じて東ローマ帝国に入った。中世ヨーロッパでは、1146年にシチリア王国のルッジェーロ2世が自国での生産を始め、またヴェネツィアが絹貿易に熱心に取り組み、イタリア各地で絹生産が始まった。フランス王国のフランソワ1世は、イタリアの絹職人をリヨンに招いて生産を始め、のちに同地は近代ヨーロッパにおける絹生産の中心となった。ちなみに宗教改革で母国を追われたプロテスタントの絹職人を受け入れたイングランド王国では、ジェームズ1世以来、何度も絹の国産化を試行したがことごとく失敗し、1619年にようやく成功に漕ぎ着けた植民地も17世紀にアメリカ合衆国として独立した。このため、他のヨーロッパ諸国よりも中国産の良質な生糸を求める意欲が強く、これが清との間の貿易不均衡、更にはアヘン戦争へとつながっていく遠因となったとする説もある。
日本には弥生時代には既に養蚕と絹の製法が伝わっており、律令制では納税のための絹織物の生産が盛んになっていたが、品質は中国絹にはるかに及ばず、生産は徐々に衰退していった（室町時代前期には21ヶ国でしか生産されていなかったとする記録がある）。このため日本の貴族階級は常に中国絹を珍重し、これが日中貿易の原動力となっていた。明代に日本との貿易が禁止されたが、この頃東アジアに来航したポルトガル人が日中間の絹貿易を仲介して巨利を得た。
長年の戦乱などによる養蚕の衰退で、国産の蚕は専ら真綿にしか用いることができない低品質なものが大半であった。そのため、西陣や博多などの主要絹織物産地では鎖国後も高品質な中国絹の需要が高く、長崎には中国商船の来航が認められており、国内商人には糸割符が導入されていた。しかし、寛永年間から品質改良が進められ、江戸幕府は蚕種確保のため、代表的な産地であった旧結城藩を天領化し、次いで同じく天領で、より生産条件の良い陸奥国伊達郡に生産拠点を設けて蚕種の独占販売を試みた。これに対して仙台藩、尾張藩、加賀藩といった大藩や、上野国や信濃国の小藩などが、幕府からの圧力にもかかわらず養蚕や絹織物産業に力を入れたため、徐々に地方においても生糸や絹織物の産地が形成された。この結果、貞享年間（1685年頃）には、初めて幕府による中国絹の輸入規制が行われた。8代将軍徳川吉宗は、貿易赤字是正のため、天領、諸藩を問わず全国で生産を奨励し、江戸時代中期には中国絹と比肩する品質にまで向上した。このため、幕末から開港後は絹が日本の重要な輸出品となった。
明治維新後の1873年（明治6年）には、米欧歴訪中の岩倉使節団がイタリアを訪問しており、当時のイタリアの養蚕、生糸生産の様子を詳しく視察している。

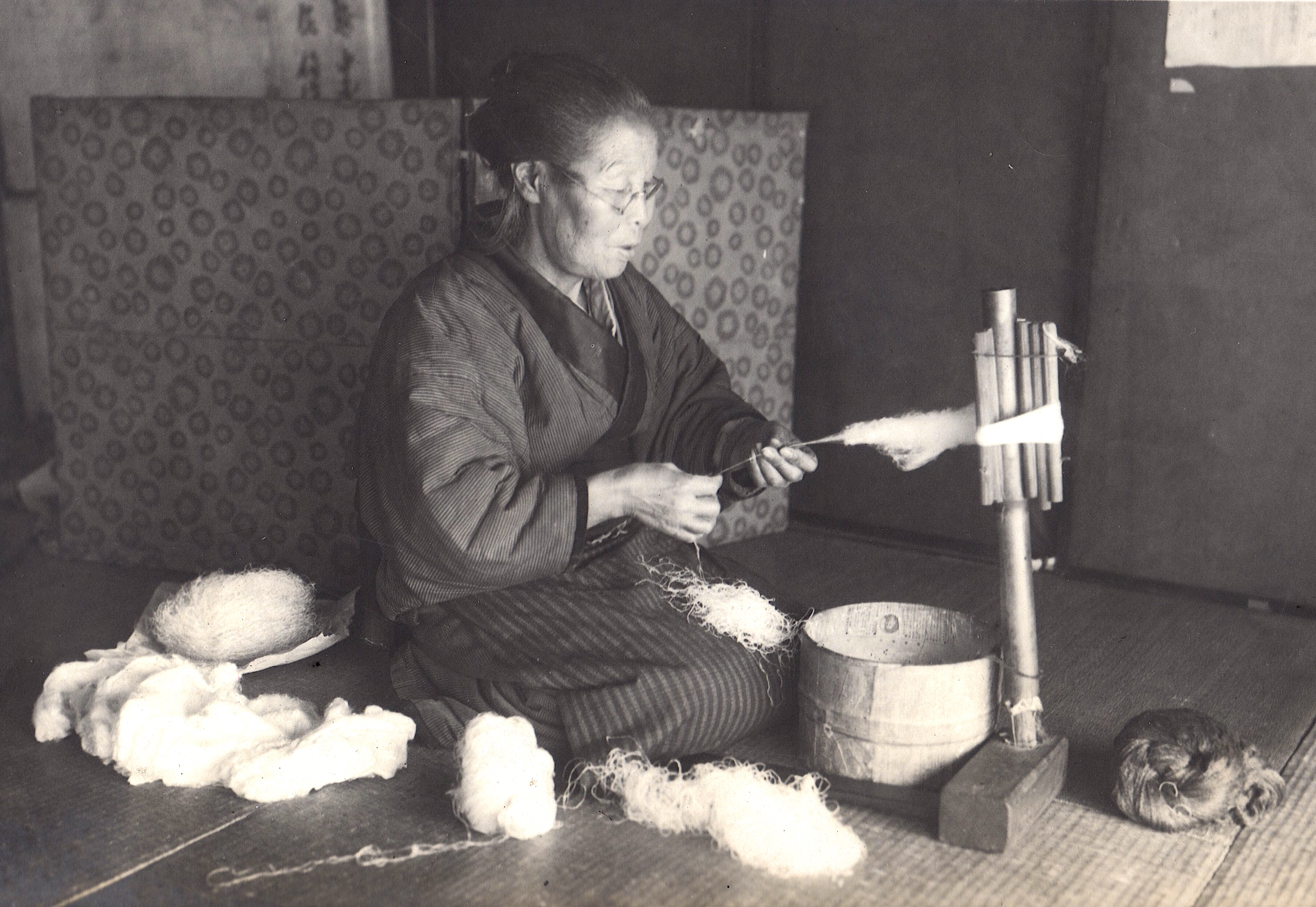
絹糸を手紡ぎする様子（1914年）

養蚕業、製糸業は明治以降の日本が近代化を進める上で重要な基幹産業であり、殖産興業の立役者のひとつである。ほぼ前後して清（中国）でも製糸業の近代化が欧米資本及び現地の官民で進められた。元々国内での需要と消費が多く、生産者も多かった日中両国での機械化による生産量の増大は、絹の国際価格の暴落を招き、ヨーロッパの絹生産に大打撃を与えた。なお、日本と中国における最初の近代的な製糸工場と言われる富岡製糸場と寶昌糸廠（上海）の技術指導を行ったのは、同じフランス人技師であるポール・ブリュナー (Paul Brunat) であった。日本は米国での営業を新井領一郎に頼った。

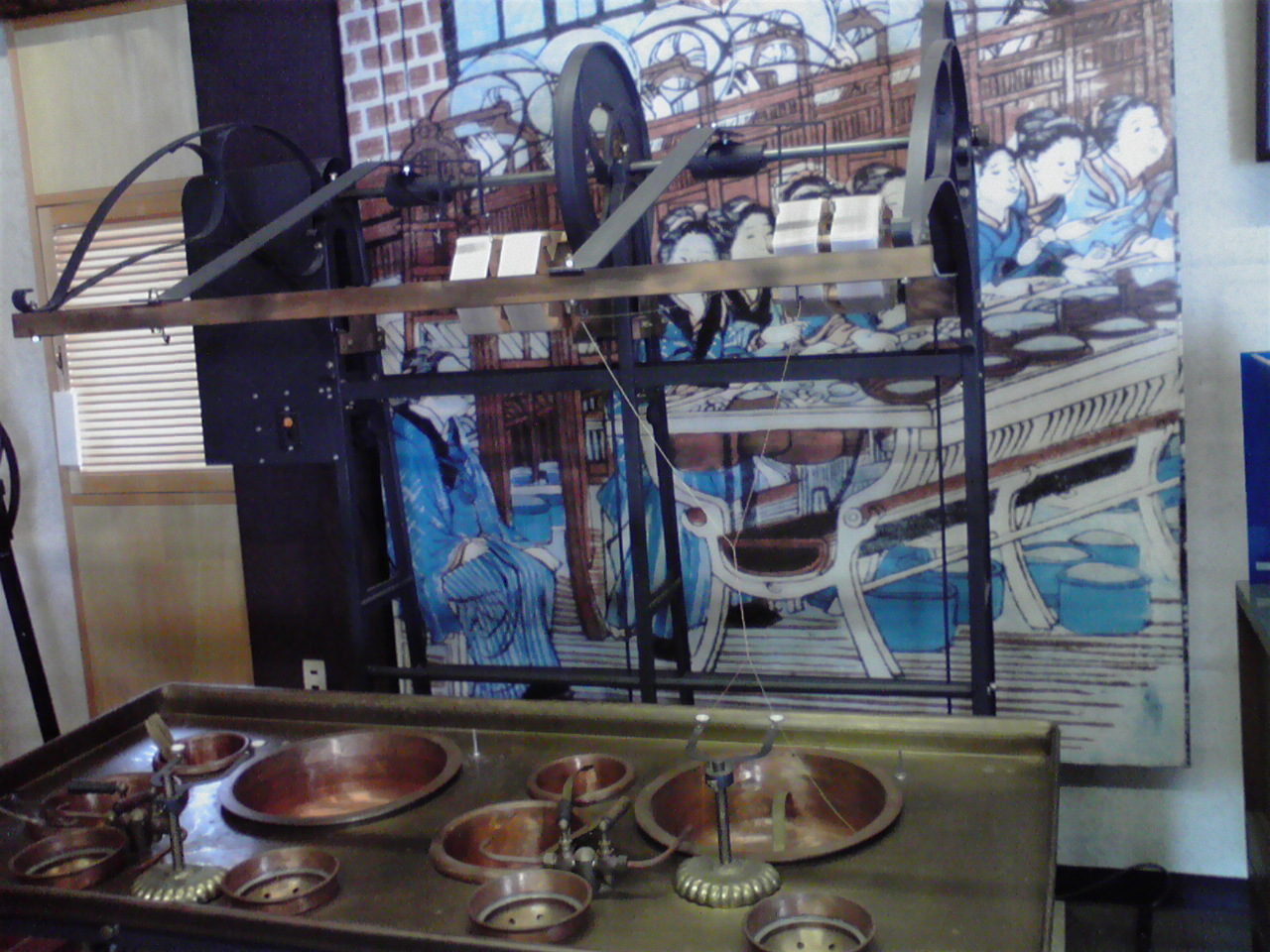
糸繰り機（市立岡谷蚕糸博物館所蔵）

1909年、日本の生糸生産量は清を上回り、世界最大となった。生糸は明治、大正と日本の主要な外貨獲得源であったが、1929年以降の世界恐慌では、世界的に生糸価格が暴落したため、東北地方などを中心に農村の不況が深刻化した（農業恐慌）。
第二次世界大戦で日本、中国、ベトナムなど東アジア諸国との貿易が途絶えたため、欧米では絹の価格が高騰した。このためナイロン、レーヨンなど人造繊維の使用が盛んになった。戦後、日本の絹生産は衰退し、現在は主に中国からの輸入に頼っている。1998年の統計では、日本は世界第5位の生産高ではあるが、中国、インド、ブラジルの上位3ヶ国で全世界の生産の9割を占め、4位のウズベキスタンも日本を大きく引き離している。2010年時点で、市場に提供する絹糸を製造する製糸会社は、国内では4社のみとなっている。

## 利用
- 絹織物。絹自体の光沢ある質感を最大限に生かした本しゅす織り（サテン）生地の材料にする。
- 東アジア、東南アジアでは楽器の弦の材料ともなる。日本でも箏、三味線、琵琶、胡弓、一絃琴、二絃琴などの弦楽器の弦（和楽器では糸と呼ぶ）はすべて絹製である。箏は近年テトロン、ナイロン製が主流となったが、音色では絹が最高である。
- 中国の帛書、帛画のように文字や絵を書く際の材料になるほか、日本画などでも絵画材料として使われる。それらで描かれた物は絹本と呼ばれる。
- カンボジアでは黄金色の絹を採取できる。
- 縫合糸として用いられる。

## 利点と欠点

### 利点
- 軽い
- 丈夫

### 欠点
- 家庭での洗濯が困難（水に弱いため）
- 汗によりしみになりやすい
- 変色しやすい
- 虫に食われやすい
- 日光で黄変する
- 値段が高い

## 絹鳴り
絹の布をこすりあわせると「キュッキュッ」と音がする。これを「絹鳴り」という。繊維断面の形が三角形に近く、こすり合わせたとき繊維が引っかかりあうためで、凹凸のないナイロン繊維ではこの音はしない。

## 生糸検査所
生糸の検査をおこなうために設けられた。
国立生糸検査所は、横浜および神戸にもうけられた。
輸出される生糸はかならず国立の検査所でその正量および品位の検査を受けなければならなかった。
検査の結果、「格付」がさだめられた。
内国使用の生糸は、請求があれば、検査された。
明治28年、横浜および神戸に創設され、生糸検査がおこなわれていたが、明治34年、神戸生糸検査所は閉鎖された。
昭和初年には輸出用生糸は大部分品位検査をへて取引されるようになり、昭和2年7月1日からは輸出生糸検査法が実施され、輸出生糸のすべてについて正量検査をおこない、昭和6年、輸出生糸検査法が改正され、7月1日からは生糸格付検査がおこなわれることになった。
福井、石川、京都3府県にも地方生糸検査所があり、神戸には市立検査所があって、昭和6年4月から国立になった。

## その他
- 江戸末期、前橋商人の活躍によって、日本産生糸はロンドン市場まで知られ、「まえばし」という名は地名としてより、日本産生糸のこととして捉えられた。この生糸による巨万の富を得た在地豪商は、「一加部、二佐羽、三鈴木」と呼ばれる[5]。
- ギリシアやローマでは、絹はセル（ser）、セリクム（sericum）と呼ばれ、中国は「絹の地、シルクの国」を意味するセリス（ギリシア語: σηρικός、中国語: 赛里斯）[6][7]、 セリカ（Serica）と呼ばれた[8]。